# Thố Nhi Thần
Thố Nhi Thần (tiếng Trung: 兔兒神), hay Thố Nhi Gia (tiếng Trung: 兔兒爺) là thần tình yêu của người đồng tính trong truyền thuyết Trung Quốc.